# Островненський міський округ
Островне́нський міськи́й о́круг (рос. Островненский городской округ) — міський округ у складі Мурманської області, Росія. Адміністративний центр — місто Островний.

## Адміністративний поділ
До складу міського округу входять такі населені пункти:
| Населений пункт         | Населення, осіб (2010) |
| ----------------------- | ---------------------- |
| Корабельне              | 10                     |
| Лумбовка                | 11                     |
| Маяк Городецький        | 6                      |
| Мис Чорний              | 8                      |
| Островний               | 2171                   |
| Мис Чорний              | 8                      |
| Святий Нос              | 7                      |
| Терсько-Орловський Маяк | 9                      |